# Renée Simonsen
Renée Toft Simonsen (Aarhus, 12 maggio 1965) è un'ex modella e attrice danese.

## Biografia
Nata in Danimarca da un'infermiera e uno studente, che divorziarono quando lei aveva tredici anni, inizialmente lavora come cassiera in un supermercato, fino al 1981, anno in cui viene notata dall'editrice Birte Strandgaard, che convince il fotografo Leif Nygaard a scattarle alcune foto. In seguito parteciperà al concorso di bellezza Ekstra Bladet, classificandosi al secondo posto e ottenendo la copertina della rivista Fotokino. Ad agosto dell'anno successivo, partecipa e vince al concorso Ford Models Supermodel of the World, in rappresentanza della Danimarca e a dicembre compare sulla copertina di Vogue America.
In seguito ai risultati ottenuti, la modella lascia la scuola e si trasferisce a New York, dove viene messa sotto contratto con l'agenzia New York Model Management. Negli anni successivi, appare sulle copertine delle più importanti riviste di moda come Vogue, Para Ti, Chicas, Cosmopolitan, Cleo, Self, Euroman, Asschenfeldt's Magazine, Costume, Votre Beaute, Photo, L'officiel, Harper's Bazaar, Intimite, Elle, Coiffure Beaute, Petra, Moda, Linea, Anna, Blanco Y Negro, Mademoiselle, Redbook e LA Style, sulle edizioni dell'Argentina, Australia, Brasile, Canada, Danimarca, Francia, Germania, Italia, Paesi Bassi, Regno Unito, Spagna, Svezia e Stati Uniti. Inoltre diventa la testimonial di numerose campagne pubblicitarie, fra cui Avon, Baileys, Bill Blass Skinner, Bloomingdale's, Burberry, Coppertone, Enrico Coveri, CoverGirl, Christian Dior, Elizabeth Arden, Escada, Guy Laroche, Krizia, L'Oréal, Maybelline, Oscar de la Renta, Renato Balestra, Revlon, Saks Fifth Avenue, Valentino, Versace e Yves Saint Laurent.

Renée Simonsen nel film Via Montenapoleone

Nel 1985 debutta come attrice, recitando nel ruolo della protagonista nel film Sotto il vestito niente di Carlo Vanzina, che in seguito la vuole anche nel successivo Via Montenapoleone. Entrambi i film ottengono un buon risultato commerciale, e contribuiscono a renderla popolare in Italia oltre a farla diventare una vera e propria icona della moda. Nel 1987 viene chiamata a condurre la premiazione dei Telegatti al fianco di Mike Bongiorno e di Carol Alt. Nel 1988 all'apice del suo successo, decide di prendersi un periodo di pausa dal lavoro, e dopo aver interrotto la relazione con John Taylor dei Duran Duran, a cui era legata dal 1985, si trasferisce in un kibbutz in Israele, rifiutando persino il ruolo di Bond girl che le era stato offerto. Se non si considera una campagna pubblicitaria per Vichy e per Biotherm, quella che doveva essere solo una pausa momentanea, diverrà effettivamente il suo abbandono definitivo dalle scene, all'età di appena 24 anni.
Dopo aver tentato la carriera di giornalista, la Simonsen ha conseguito la laurea in psicologia nel 2002 e ha pubblicato alcuni libri. Nel 2004 ha vinto il BMF Children's Book Award e nel 2006 ha ricevuto il Clarin's Most Dynamic Woman Award.

## Vita privata
Nel 1990 ritorna a vivere in Danimarca, e inizia una relazione con l'uomo d'affari Kristian Sandvad, dal quale avrà due figli: Ulrikke (1993) e Jans-Kristian (1995). Nel 1998 avrà un altro figlio, Hugo, e nel 2000 sposerà il musicista Thomas Helmig.

## Filmografia
- Sotto il vestito niente, regia di Carlo Vanzina (1985)
- Via Montenapoleone, regia di Carlo Vanzina (1987)

## Programmi televisivi
- Gran Premio Internazionale dello Spettacolo (1987) - valletta

## Doppiatrici italiane
- Micaela Esdra in Sotto il vestito niente
- Serena Verdirosi in Via Montenapoleone

## Agenzie
- 2pm Model Management
- Ford Models
- Louisa Models
- Mega Model Agency
- Model Team
- New York Model Management
- Visage Model Management